# Hillegom
Hillegom es una localidad y un municipio situada al sur de Países Bajos, en la provincia de Holanda Meridional,  con una extensión de 13,48 km² (0,61 de ellos sobre agua) y una población de 20.588 habitantes (2004) y fronteriza con los municipios de Bloemendaal, Bennebroek (al norte), Haarlemmermeer (al este), Lisse (al sur), y Noordwijkerhout (al oeste), es decir, se encuentra en el corazón de la Región del Bulbo (bloembollen streek) Como tal, una parte grande de la economía local tradicionalmente se ha dedicado al cultivo de flores de bulbo.
El topónimo “Hillegom” proiene del nombre de la abadía de Hijlighem (Viejos Franciscanos de la Santa Casa ") Esta abadía aún existe.

## Historia
La ciudad se formó sobre el borde este de las dunas costeras de los viejos Leiden de la ruta a Haarlem, no lejos de las orillas del Haarlemmermeer (Lago de Haarlem). Los lugares con el sufijo "-heim" (u ortografía variante) corresponden, por lo general, a localidades desarrolladas antes del año 1000 por lo tanto esto puede aplicarse a Hillegom también. 
En 1150 el abad de Egmond tenía los derechos de nombramiento de sacerdotes en Hillegom, lo que indica que ya existía en la zona una capilla o iglesia. En 1248 el Rey Willem II donó la Capilla de Hijllinghem y todos sus edificios al Abad de Egmond.
A mediados del siglo XIV, Hillegom ganó alguna prominencia cuando el Consejo de Cuentas de Holanda se reunió allí tres veces. En 1369, había ya 46 casas con una población de 283 habitantes, creciendo a 67 casas y 412 personas en 1477.
Durante la Guerra de los Ochenta Años, Hillegom fue varias veces favorable a los ejércitos rebeldes contrarios a españoles y holandeses, causando que estuviera cerca de su destrucción en 1577. 
Ya a mediados del siglo XVII, la zona se hizo próspera por el cultivo de frutas y verduras que crecían sobre el suelo arenoso de los campos cuando desenterraron las dunas.
En 1722, el rico comerciante nacido en Ámsterdam Jan Seis II compró el feudo Hillegom mejorando considerablemente las estructuras eincluyendo un puente de piedra sobre el Hillegommerbeek, construyendo una plaza o pavimentando la Calle Mayor. En 1749, también compró Het Hof (el Patio), un bosque en el centro de Hillegom. En este tiempo, había muchos otros estados de comerciantes ricos , como Bethlehem, Oostende, Horstendael, Weeresteyn, Treslong, Duin en Weg, Meer en Dorp, Het Hof, Lapinenburg y Elsbroek (muchos de estos nombres sobreviven en la actualidad). La población creció considerablemente (a 930 en 1732 y a 1050 en 1795)
Pero durante el siglo XIX, la belleza de la zona y sus bosques comenzó a desaparecer. Se compraron muchas parcelas, se talaron gran cantidad de bosques y se excavaron las dunas para crear campos para el cultivo de bulbos. Este proceso se aceleró considerablemente en 1904 cuando se construyó una fábrica de ladrillos al sur de Hillegom, que necesitó de grandes cantidades grandes . Ya a principios de los años 1920, todos los bosques habían desaparecido, excepto Het Hof, del cual se hizo propietario el ayuntamiento de Hillegom. Este mismo período vio el rápido crecimiento de la industria de la flor de bulbo y la población de Hillegom, creciendo entonces la población por encima de los 8.800 habitantes.
La privilegiada situación de la ciudad condujo a otro período de rápido crecimiento durante los años 1960, los años 1970, y los años 1980, cuando fueron construidos nuevos barrios para acomodar familias que trabajan en Haarlem, Ámsterdam o Leiden. Su economía se hizo menos dependiente del comercio de la flor del bulbo y más diversificada con el establecimiento de parques empresariales.

## Transportes y comunicaciones
Históricamente, la mayor parte del transporte de la ciudad se ha realizado por mar, canales o río.
El Hillegommerbeek (la Cala de Hillegom) fue usado para transportar mercancías de la ciudad a Haarlemmermeer (Lago de Haarlem) y, después de su recuperación, al Ringvaart. 
El Leidsevaart (Canal de Leiden) fue construido en 1657 y discurre entre Leiden y Haarlem hasta el oeste de Hillegom. Este canal ha caído en desuso en la actualidad.

## Turismo y atracciones
- La época más interesante para visitar la zona es la primavera cuando los campos alrededor de Hillegom están coloridos y en flor . En este tiempo un existe un desfile de flores por sus calles principales.